# Jardin d'acclimatation de La Orotava
Le Jardin d'acclimatation de La Orotava est un jardin botanique situé à Puerto de la Cruz sur l'île de Tenerife dans l'archipel des îles Canaries (Espagne).